# Stazione di Mexikoplatz
La stazione di Mexikoplatz è una fermata ferroviaria di Berlino, servita esclusivamente dai treni della S-Bahn. È posta sulla linea ferroviaria Wannseebahn.

## Storia
La fermata entrò in esercizio il 1º novembre 1904, e fu costruita al fine di servire meglio i sobborghi di ville signorili che stavano sorgendo nella zona.
Inizialmente denominata Zehlendorf-Beerenstraße, il 15 dicembre 1911 venne ribattezzata Zehlendorf West.
A partire dal 15 maggio 1933 la fermata fu servita dai treni elettrici della S-Bahn, che sostituirono il servizio suburbano preesistente.
Il 28 settembre 1958 la fermata assunse la nuova denominazione di Lindenthaler Allee.
In seguito allo sciopero dei ferrovieri della Deutsche Reichsbahn del 1980 l'esercizio sulla linea ferroviaria venne sospeso; venne riattivato il 1º febbraio 1985 dalla BVG. Due anni dopo la fermata venne ribattezzata con il nome attuale.

## Strutture e impianti
La fermata conta due binari, uno per ogni senso di marcia, serviti da una banchina ad isola. L'accesso dalla piazza sottostante avviene attraverso una scala. Vi è un piccolo fabbricato viaggiatori in stile Jugendstil, progettato dall'architetto Gustav Hart.

## Interscambi
- Fermata autobus